# Letiště Namibe
Letiště Namibe (portugalsky Aeroporto de Namibe; IATA: MSZ, ICAO: FNMO) je letiště u města Namibe, které je hlavním městem stejnojmenné provincie v Angole.

## Vybavení
Letiště se nalézá v nadmořské výšce 64 metrů. Má vyasfaltovanou přistávací dráhu o délce 2500 metrů a šířce 45 metrů.

## Společnosti a destinace
Na letiště jsou vedeny pravidelné lety pouze jedné společnosti a to TAAG Angola Airlines, která z tohoto místa létá do Luandy a Monongue.